# Minnie Dupree
Minnie Dupree (La Crosse, 19 gennaio 1873 – New York, 23 maggio 1947) è stata un'attrice teatrale statunitense.
Lavorò saltuariamente anche per il cinema, interpretando qualche film.

## Biografia
Minnie Dupree fece il suo debutto sul palcoscenico nel 1886 in Two Little Vagrants. Nel 1898, fece grande impressione la sua interpretazione con un piccolo ruolo nella commedia Held by the Enemy di William Gillette.
Nella sua carriera, Minnie Dupree prese parte dal 1928 al 1940 anche a quattro film.

## Filmografia
La filmografia è completa.
- Two Masters, regia di Edmund Lawrence (1928)
- Night Club, regia di Robert Florey - cortometraggio (1929)
- 4 in paradiso (The Young in Heart), regia di Richard Wallace (1938)
- Anne of Windy Poplars, regia di Jack Hively (1940)

## Spettacoli teatrali (parziale)
- Two Little Vagrants (1896)
- The Cowboy and the Lady (1899)
- The Road to Yesterday (1906)